# Difaâ El Jadida
Difaâ Hassani d'El Jadida – marokański klub piłkarski z siedzibą w El Jadida. W sezonie 2025/2026 gra w GNF 1.

## Opis
Klub został założony w 1956 roku. Trzykrotnie w GNF 1 zajmował drugie miejsce – w sezonie 1975/1976, 2008/2009 i 2016/2017. Trzecią pozycję zajmował dwukrotnie – w sezonach 1973/1974 i 2009/2010. 1 raz zespół wygrał puchar kraju – w 2013 roku, zaś drugi był w sezonach 1976/1977, 1984/1985, 1985/1986 i 2016/2017. 25 stycznia 2025 roku trenerem został Portugalczyk Rui Almeida. Klub swoje mecze rozgrywa na Stade Ben Ahmed El Abdi, który może pomieścić 15 000 widzów.

## Sukcesy
- Wicemistrzostwo Maroka (3 razy): 1976, 2009, 2017
- Zwycięstwo w Pucharze Maroka (1 raz): 2013
- Finalista Pucharu Maroka (3 razy): 1977, 1985, 1986